# Харсевинкел
Харсевинкел (њем. Harsewinkel) град је у њемачкој савезној држави Северна Рајна-Вестфалија. Једно је од 11 општинских средишта округа Гитерсло. Према процјени из 2010. у граду је живјело 24.155 становника. Посједује регионалну шифру (AGS) 5754016, NUTS (DEA42) и LOCODE (DE HWL) код.

## Географски и демографски подаци
Харсевинкел се налази у савезној држави Северна Рајна-Вестфалија у округу Гитерсло. Град се налази на надморској висини од 65 метара. Површина општине износи 100,6 km². У самом граду је, према процјени из 2010. године, живјело 24.155 становника. Просјечна густина становништва износи 240 становника/km².

## Међународна сарадња
| Мјесто     | Држава    | Врста сарадње | Од    |
| ---------- | --------- | ------------- | ----- |
| Лез Андели | Француска | партнерство   | 1994. |
| Извор      |           |               |       |